# 바랄
바랄(bharal) 또는 히말라야푸른양(Himalayan blue sheep, 학명: Pseudois nayaur)은 인도와 네팔, 부탄, 티베트 그리고 파키스탄의 히말라야 고산 지대에서 서식하는 영양의 일종이다. 나우르(naur)와 티베트푸른양, 티베트야생양 등으로도 불린다. 현지에서의 이름은 힌두어로 "바랄"(bharal, barhal) 또는 "바라르"(bharar, "바루트"(bharut), 라다크에서 "나"(na) 또는 "스나"(sna), 스피티 계곡에서는 나보(nabo), 네팔어로는 나우르(naur), 부탄에서는 "나"(na) 또는 "그나오"(gnao) 등으로 다양하다.
천적으로는 눈표범이 있다.